# ملازم بن عمرو
أبو عمرو ملازم بن عمرو بن عبد اللَّه بن بدر الحنفي السحيمي اليمامي قال أبو حاتم: ولقبه لزيم ويقال لزم. أحد رواة الحديث النبوي. روى له أصحاب السنن الأربعة.

## رواية الحديث
- روى عن: زفر بن أبي كثير السحيمي، وسراج بن عقبة بن طلق، وعبد الله بن بدر بن عميرة بن الحارث، وعبد الله بن النعمان، وعجيبة بن عبد الحميد بن عقبة بن طلق، ومحمد بن جابر، وموسى بن نجدة، وهوذة بن قيس بن طلق الحنفيين.
- روى عنه: إبراهيم بن موسى الرازي، وأَبو الأشعث أحمد بن المقدام العجلي، وحجاج بن المنهال، والحسن بن الربيع البجلي، وسليمان بن حرب، وعبد الله بن عبد الوهاب الحجبي، وأبو معمر بن عبد الله بن عمرو المقعد، وأبو بكر عبد الله بن محمد بن أبي شيبة، وعبد الرحمن بن المبارك العيشي، وعبد الصمد بن عبد الوارث، وعلي بن المديني، وعمر بن يونس اليمامي، وعمرو بن علي الصيرفي، وأبو نعيم الفضل بن دكين، والقاسم بن أمية الحذاء البصري، ومحمد بن أبي بكر المقدمي، وأبو روح محمد بن زياد بن فروة البلدي، ومحمد بن عيسى بن الطباع، وأبو النعمان محمد بن الفضل السدوسي، ومحمد بن مهران الجمال الرازي، ومحمد بن يحيى بن أبي حزم القطعي، ومحمد بن يحيى بن سهل العسكري، ومحمد بن أبي يعقوب الكرماني، ومسدد بن مسرهد، ونصر بن علي الجهضمي، وهناد بن السري، ويحيى بن معين.[1]